# Relations entre Haïti et Taïwan
Les relations entre Haïti et Taïwan font référence aux relations diplomatiques entre la République d'Haïti et la République de Chine (Taïwan). Haïti reconnaît la République de Chine sur la République populaire de Chine comme le gouvernement légitime du continent chinois.
Chacun des deux États est représenté diplomatiquement par une ambassade auprès de l'autre ; Haïti dispose d'une ambassade à Taipei et Taïwan a une ambassade à Port-au-Prince. 

## Histoire
Haïti a reconnu Taïwan sur la Chine en 1956 et entretient depuis lors des relations diplomatiques officielles avec Taïwan. Haïti est l’un des 17 pays qui reconnaissent officiellement Taïwan. En 2018, la République dominicaine a choisi de reconnaître la République populaire de Chine avant la République de Chine, ce qui a abouti à un intérêt accru des gouvernements taïwanais et chinois pour Haïti. En 1993, la Chine a ouvert un bureau commercial en Haïti dans le but de lancer le processus de formalisation des relations diplomatiques, ce qui n’a toutefois pas abouti. Taïwan, dans le but de maintenir ses relations, a offert 150 millions de dollars à Haïti pour le développement de réseaux électriques ruraux, à la suite de la destruction d'une grande partie des infrastructures lors du séisme de 2010 à Haïti. 

## Visites bilatérales
Le 28 mai 2018, le président haïtien Jovenel Moïse s'est rendu à Taïwan à la suite de l'annonce de la rupture des relations entre la République dominicaine et Taïwan. Tsai Ing-wen et Moise ont discuté de l'aide au développement en faveur d'Haïti et du maintien des relations: « Même si Taïwan et Haïti sont séparés par une grande distance géographique, ils partagent les mêmes valeurs de démocratie et de liberté. Dans de nombreux domaines, les deux parties ont constaté les résultats d’un partenariat approfondi et à long terme. »